# Жертвоприношення ацтеків

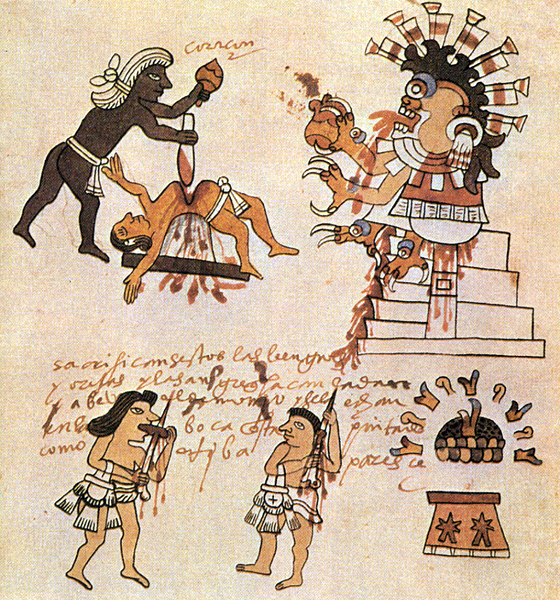
Жертвоприношення ацтеків. Кодекс Тудела

Жертвоприношення ацтеків — важлива складова релігійного культу ацтеків. Обумовлювалося міфологічними уявленнями. Жертви приносилися з метою забезпечити добробут богів, які залежали від людської крові, з тим, що ті надавали мешканцям Ацтекської імперії добробут, могуть та перемоги над ворогами. Кількість та якість жертв відповідало стану богів в ацтекському пантеоні.

## Причини
В основі відносини ацтеків до людських жертвопринесень знаходилися міфи про світобудову. Сонце і весь Всесвіт, на погляд ацтеків, зобов'язані своїм існуванням самопожертви богів, а людина з'явилася тільки тоді, коли Кетцалькоатль окропив своєю кров'ю кістки, зібрані в країні мертвих.
Стійкість світу залежала від співпраці богів і людей, правильного виконання ритуалів, а також пожертвування крові на знак вдячності за створення світу і, вже на більш практичному рівні, як їжі для Сонця та інших богів. Цих вірувань дотримувалися як ті, хто брав у полон, так і самі бранці. Між ними виникало щось на зразок містичного споріднення, в основі якого лежав не сімейний родовід, а кровний зв'язок, що виникав завдяки жертвопринесенню. З моменту свого полону у в'язня виникали особливі відносини з полонив його людиною. У поданні ацтеків вони були однією сім'єю і однією плоттю.

## Історія
Поступово людські жертвоприношення займали все більш і більш важливе місце в релігії ацтеків, але не практикувалися в масовому порядку до середини XV століття. Після своєї перемоги над Аскапоцалько в 1428 році Іцкоатль і його радник Тлакаелель почали вести політику завоювань, спонукаючи ацтеків представляти себе обраним народом Уїцилопочтлі , місія якого полягала в забезпеченні їжею Сонця. У той же час військові операції, що почастішали, приносили Теночтітлану все більше і більше полонених.
У 1487 році звичай людських жертвоприношень вже вкорінився. Цього року було зведено храм, присвячений Уїцилопочтлі, і, щоб відсвяткувати цю подію, було принесено у жертву 20 тис. полонених. Володарі Теночтітлана і Тескоко принесли перші жертви, а потім передали ритуальну зброю в руки жерців, які невтомно «працювали» протягом 4 днів. Бранці стояли в 4 ряди, що простягнулися на 2 милі по вулицях міста.
За деякими відомостями, щорічно ацтеки приносили в жертву від 10 до 50 000 чоловік, переважно це були військовополонені, але серед жертв зустрічалися і раби, і діти, яких купували в разі потреби. Кожне місто чи село проводили власні церемонії. У Головному храмі Теночтітлану на решітка було нараховано 136 тис. черепів, не враховуючи башти, що знаходилися поруч.

## Характер

### Ритуали зі смертю
Людина, яку готували для принесення у жертву, ацтеку йменували хошимікі (xochimiqui), що перекладається з науатль як дослівно «квіткова смерть».

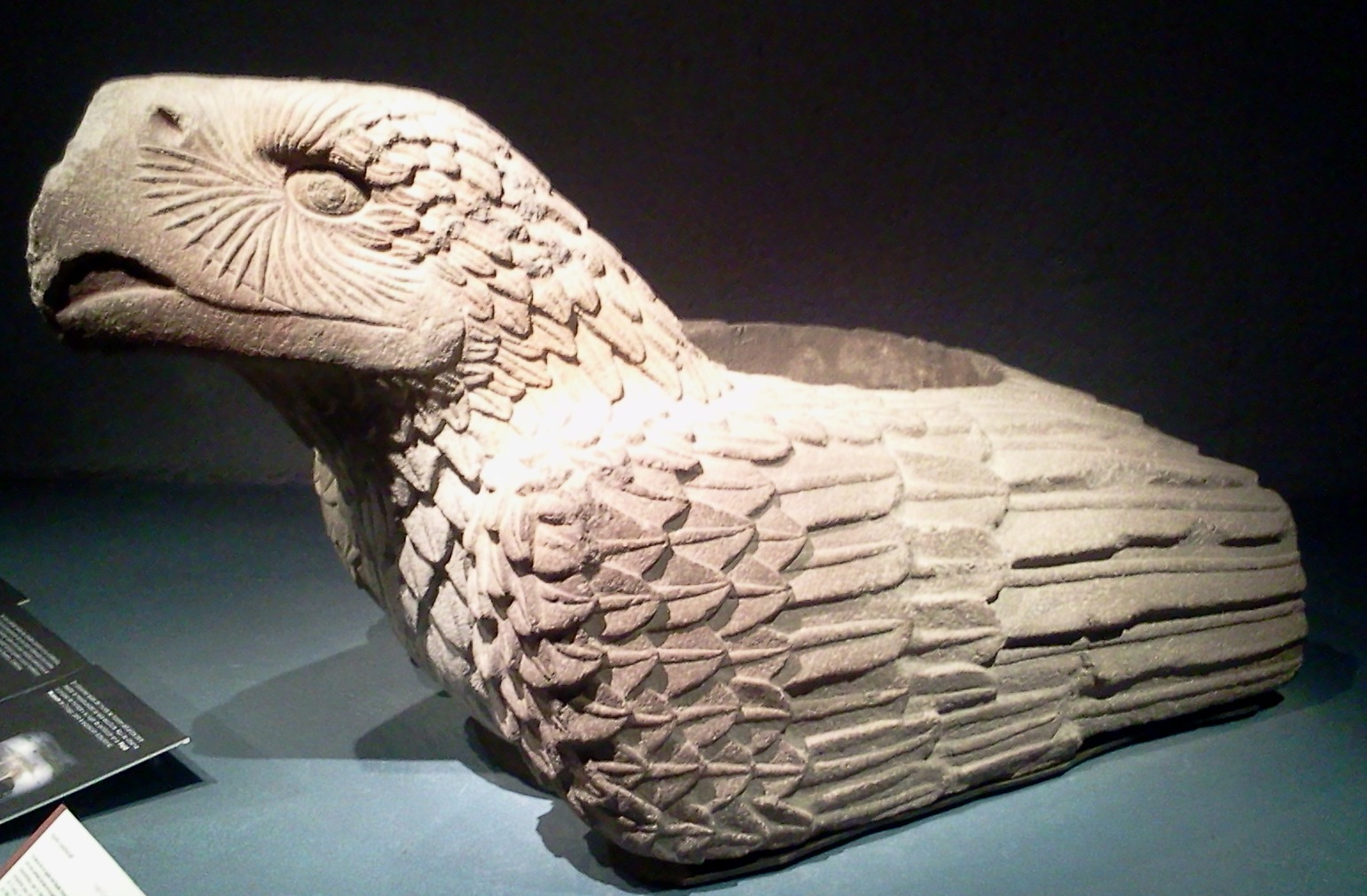
Орлине блюдо

Зазвичай в жертву приносили свіжі серця і людська кров, якої жерці окропляли статуї богів. Призначеного до жертви клали на спину на низький кам'яний блок, і кожен з 4 жерців брав його за ногу або за руку. П'ятий жрець тримав голову, в той час як шостий за допомогою крем'яного або обсидіанового ножа косим ударом розкривав грудну клітку, при цьому надріз проходив через ребра і грудину. Витягнуте з грудей серце піднімалося до Сонця, потім його клали в дерев'яну або кам'яну посудину, звану «орлиним блюдом» (cuauhxicalli‎). Вся операція займала кілька хвилин. Іноді жертва втрачала свідомість або її доводилося силою тягти до вівтаря, але більшість бранців йшли на смерть добровільно, підтримувані свідомістю того, що вони відправляться прямо в Рай Сонця.
Голови жертв насаживались на спеціальні дерев'яні решітки, що стояли рядками. Також створювалися башти, які були споруджені з черепів, скріплених вапняним розчином.
Акт жертвопринесення був кульмінацією в ланцюзі церемоній, які різнилися в залежності від того, на честь якого бога проводилися. У кожному з 18 місяців влаштовувалися свої святкування, багато з них були тривалими і складними заходами, повними символізму.
Свято на честь Тескатліпоки (описаний у романі Г.Хаггарда «Дочь Монтесуми») випадав на п'ятий місяць, але готуватися до нього починали за рік, коли жерці вибирали бездоганного молодого полоненого на роль втілення бога на землі. Юнака навчали вести себе як знатний чоловік, протягом року його почитали, як володаря і живого бога. Жерці навчали його грі на флейті, його всюди супроводжувала свита з 8 осіб. Його обличчя було розфарбоване чорною фарбою, одягнений він був в дорогі одяги, на руках сяяли золоті браслети, а на ногах позвякивали золоті дзвіночки. Він проводив час у своє задоволення, а коли прогулювався містом з курильної трубкою в руці, з висячими на шиї гірляндами квітів, всі люди віддавали йому почесті.
За 20 днів до святкування людина, що зображувала бога, грав весілля з чотирма юними дівчатами. Тепер він був одягнений і підстрижений як військовик, і останні 5 днів, що залишилися до свята, проходили у бенкетах, співах, танцях в різних частинах міста. У день жертвопринесення юнака, супроводжуваного своїми дружинами і свитою, які намагалися втішити його, в каное перевозили в маленький храм на березі озера. Тут жінки прощалися з ним, і він сходив сходами храму, несучи флейти, на яких грав протягом року. Біля підніжжя піраміди свита покидала його, і тепер в скоєному самоті він повільно піднімався сходами, на кожному ступені розбиваючи по одній флейті. На вершині піраміди його вже чекали жерці. Коли юнак наближався до них, вони хапали його і виривали у нього серце. Як тільки жертва вмирала, інший бранець обирався на роль Тескатліпоки, яку він повинен був грати протягом наступного року.
Ідея про людину, що зображує бога, знаходила своє відображення в багатьох ацтекських церемоніях. Свято в 8 місяці року проходило під заступництвом Шілонен, богині молодого маїсу. Її роль грала юна рабиня, яку згодом обезголовлювали, що символізувало збір качанів маїсу. 11 місяць жінку, що являв богиню стиглого маїсу, чекала та ж доля.
Особливим видом були так званні гладіаторські жертвоприношення. Условленого вояка-бранця прив'язували до сонячному каменю таким чином, щоб він міг рухатися, але не міг піти. Його одурманювали напоєм пульке, змішаним з наркотиком, і давали в руки зброю. Чотири воїни — 2 вояка-орла і 2 вояки-ягуари, які могли рухатися вільно, повинні були завдати жертві якомога більше ран, а жертва повинна була захищатися. З часом жертва гинула. Відомий лише 1 випадок, що зберігся у вигляді усного оповідання ацтеків, коли жертва здобула перемога: це відбулося за часів володарювання Монтесуми II, коли у 1507 році полонений тлашкальський вождь Тлауіколь під час цього нерівного герцю вбив більше 20 супротивників, за що був помилуваний. Його призначили головою походу ацтеків проти держави пурепеча, де Тлауіколь здобув перемогу. Після повернення й триумфальної зустрічі з боку ацтеків, тлашкаланець забажав бути принесеним у жертву, що й було зроблено. Проте останній факт дослідники ставлять під сумнів. Напевніше після перемог у гладіаторському герці, Тлауіколь добровільно прийняв смерть.
Церемонія на честь Бога Вогню була однією з найжахливіших. Бранців зв'язували по руках і ногах, особи посипалися порошком з рослини родини конопляних, що діяло наче анестетик. Кожну жертву звалювали на спину того, хто її полонив, і воїни починали танцювати навколо величезного багаття. Потім один за іншим танцюристи скидали своїх жертв в полум'я, але, перш ніж наставала смерть, жерці витягали з вогню напівспалені тіла і видаляли серця.

### Ритуали без смерті
Частина обрядів не обумовлювали принесення людських жертв. На деяких святах втіленням богів служили квіти і качани маїсу або фігурки божеств, зроблені з дерева і борошна з товчених насіння амаранту. Приносили у жертву собак, метеликів та птахів.
Частою формою жертвоприношень було самокатування, яке доводило здатність кожної людини переносити біль. Жерці і прості люди обсидіановими ножами наносили собі порізи на різних частинах тіла. Водночас співали й панцювали.